# 日野病院 (徳洲会)
横浜日野病院（よこはまひのびょういん）は医療法人徳洲会が神奈川県横浜市港南区に設置する医療機関。徳洲会に加盟する唯一の精神科病院である。

## 沿革
（この節の出典）
- 1934年 - 開院(183床)。
- 1993年 - 増床(388床)。
- 2002年 - 徳洲会グループに加盟。
- 2004年 - 精神科訪問看護を開始。
- 2005年 - 精神科デイケア開始。
- 2018年 - 医療法人沖縄徳洲会日野病院となる。
- 2021年 - 医療法人徳洲会日野病院となる。
- 2023年 - 医療法人徳洲会横浜日野病院と名称変更。

## 診療科
- 精神科[2]
- 神経科[2]

## 医療機関の指定・認定
- 保険医療機関[2]
- 指定自立支援医療機関（精神通院医療）[2]
- 精神保健及び精神障害者福祉に関する法律に基づく指定病院又は応急入院指定病院[2]
- 精神保健指定医の配置されている医療機関[2]
- 生活保護法指定医療機関[2]
- 医療保護施設[2]
- このほか、各種法令による指定・認定病院であるとともに、各学会の認定施設でもある。

## 交通アクセス
- 横浜市営地下鉄ブルーライン「上永谷駅」より徒歩13分 又は1番乗り場より神奈川中央交通バス乗車「下車ヶ谷」停留所下車すぐ[3]
- 京急本線「上大岡駅」下車、8番乗り場より神奈川中央交通バス乗車「下車ヶ谷」停留所下車すぐ[3]

## 周辺
- 神奈川県立精神医療センター
- 湘南鎌倉総合病院 - 急患において連携している[4]